# خانه سلیمانی
خانه سلیمانی مربوط به اواخر دوره قاجار است و در شهرستان آذرشهر، بخش حومه، دهستان قاضی جان، روستای ینگجه واقع شده و این اثر در تاریخ ۱۶ دی ۱۳۸۷ با شمارهٔ ثبت ۲۴۳۹۶ به‌عنوان یکی از آثار ملی ایران به ثبت رسیده است.